# 一宮市立中部中学校
一宮市立中部中学校（いちのみやしりつ ちゅうぶちゅうがっこう）は、愛知県一宮市八幡4丁目にある公立中学校。通称「一宮中中」または「中中」（ちゅうちゅう）｢中宮｣(なかみや)

## 概要
- 一色町、神山1-3丁目、神戸町、北浦町、栄1-4丁目（一部）、竹橋町（一部）、天王1-4丁目、西出町、日光町（一部）、八幡1-5丁目、東出町、深坪町、平和1-3丁目、南出町、大和町福森（字郷の一部）、大和町馬引、大和町毛受、大和町毛受字八幡前（一部）、大和町毛受字宮東、昭和1・2丁目 新生1-4丁目 末広1-3丁目 住吉1・2丁目 中町1丁目（一部）、野口1・2丁目 花池1・2丁目（一部）が校区であり[1]、一宮市立神山小学校、一宮市立末広小学校の児童が進学する。

## 沿革
- 1947年（昭和22年）
  - 4月1日 - 開校。一宮市立神山小学校の一部を仮校舎とする。
  - 4月18日 - 開校式を行う。
  - 6月1日 - 旧・川崎航空機工場跡地が校地に決まる。
- 1948年（昭和23年）10月29日 - 校舎（南舎・木造平屋建）が完成する。
- 1949年（昭和24年）1月31日 - 校舎（中舎・木造平屋建）が完成する。
- 1955年（昭和30年）2月10日 - 新校舎（西部・鉄筋コンクリート造3階建）が完成する。
- 1960年（昭和35年）4月18日 - 校舎（中央・鉄筋コンクリート造3階建）が完成する。
- 1962年（昭和37年）4月28日 - 体育館が完成する。
- 1965年（昭和40年）4月30日 - 校舎（本館・鉄筋コンクリート造3階建）が完成する。
- 1975年（昭和50年）2月21日 - 校舎（新館・鉄筋コンクリート造4階建）が完成する。
- 1980年（昭和55年）7月28日 - プールが完成する。
- 1998年（平成10年）
  - 3月26日 - 武道場、屋内運動場が完成。旧・体育館を解体。
  - 9月30日 - 旧・体育館跡地にテニス場が完成。

## 交通アクセス
- 名鉄尾西線西一宮駅下車徒歩約8分。一宮駅からは徒歩15分程度。

## 周辺施設
- 一宮市立神山小学校
- JR、名鉄一宮駅、尾西線（玉ノ井線）西一宮駅
- 一宮労働総合庁舎